# Palestinský centrální statistický úřad
Palestinský centrální statistický úřad (arabsky الجهاز المركزي للإحصاء الفلسطيني‎, anglicky Palestinian Central Bureau of Statistics, zkráceně PCBS) je oficiální statistickou institucí Státu Palestina. Jeho hlavním úkolem je poskytovat věrohodné statistické údaje na národní i mezinárodní úrovni. Jedná se o státní instituci, která kromě výzkumných institucí a univerzit poskytuje služby vládnímu, nevládnímu a soukromému sektoru. Je zřízena jako nezávislý statistický úřad. PCBS každoročně vydává Statistical Yearbook of Palestine a Jerusalem Statistical Yearbook.
Sídlo agentury se nachází v Rámaláhu.

## Činnosti
Kromě obecných statistik, jako je index maloobchodních cen, provádí PCBS také speciální projekty. V roce 1997 provedl první palestinské sčítání lidu, ačkoli Izrael zabránil provést průzkum obyvatelstva ve východním Jeruzalémě. V roce 2007 se uskutečnilo druhé sčítání lidu. Při sčítání v roce 2007 bylo provedeno omezené sčítání ve východním Jeruzalémě.

## Prezidenti
- Hasan Abú Libdeh (1993–2005)
- Lúaj Šabáne (2005–2010)
- Ola Awád (2011–současnost)